# Fabian von Fersen (född 1568)
Fabian von Fersen,  född 1568, var en livländsk militär och lantråd.

## Biografi
Fabian von Fersen föddes 1568. Han var son till ryttmästaren och lantrådet Herman von Fersen och Anna von Tiesenhausen. von Fersen var överste och kommendant i Pernau. Han var även lantråd i Estland.

### Egendom
von Fersen ägde Rayküll i Rappels socken, Sipp i Goldenbecks socken, samt Abia i Halist socken.

### Familj
von Fersen gifte sig första gången Barbara von Yxkull, dotter till riddaren Vilhelm von Yxkull och Gertrud Titfer. De fick tillsammans löjtnanten Herman von Fersen.
von Fersen gifte sig andra gången med Elisabet von Yxkull, dottert ill Reinhold von Yxkull och Dorotea Taube. De fick tillsammans sonen överstelöjtnanten Reinhold von Fersen (död 1649).